# Drosophila basisetae
Drosophila basisetae este o specie de muște din genul Drosophila, familia Drosophilidae, descrisă de Hardy și Kaneshiro în anul 1968. Conform Catalogue of Life specia Drosophila basisetae nu are subspecii cunoscute.